# Collect Records
Collect Records es una casa discográfica que nació en 2009, fundada por Geoff Rickly (exmiembro de Thursday) y actual banda de United Nations y No Devotion.
En sus primeros años, la etiqueta sólo coeditado varios álbumes, incluyendo comunicados por Touché Amoré, United Nations y Midnight Masses, pero en 2014, la marca ha anunciado planes para ser la etiqueta principal detrás de álbumes de Black Clouds, Vanishing Life, Sick Feeling y No Devotion.
Durante el 2015 el escándalo público de gestor Martin Shkreli y su polémico inflación monetaria de productos farmacéuticos relacionados con el SIDA, se reveló que Shkreli fue también un inversor en silencio de los Collect Records sin impedir que Rickly manteniera el control creativo. Los dos se conocieron cuando Shkreli compró la guitarra de Rickly que él utiliza para hacer el álbum de Thursday Full Collapse lanzado en 2001 por $10.000 de dólares. Rickly dijo que estaba completamente sorprendido por la revelación, y explicó: "He visto al chico regalar dinero a las escuelas, organizaciones benéficas, y francamente, nuestras bandas, que si alguien sabe realmente la industria, es difícil de vender. Estoy luchando para encontrar cómo esto está bien. "Debido a la controversia del descubrimiento de esta relación enfureció a varias bandas firmaron a la etiqueta.
En una declaración pública, la banda Sick Feeling dijo:. "Una cosa está clara, el tiempo que tiene un papel en la etiqueta, nosotros, sensación de mareo, no podemos Nuestra experiencia con Geoff, Norma, y Shaun ha sido más que positiva, Sin embargo, no podemos seguir trabajando con Collect, siempre y cuando Martin Shkreli tiene ninguna parte en ella".  Domenic Palermo de Nothing, que había firmado recientemente un acuerdo de dos récord con Collect, expresaron interés en romper el contrato y dijo : "Espero que así podamos salir de esto con alguien más y no tener que ir por lo feo camino que podría conducir a "Dentro de los dos días de la fuga de la controversia, Rickly emitió un comunicado de prensa expresando que la etiqueta cortó su relación con Shkreli. Sin contribuciones financieras significativas del Shkreli para Cobrar (estima que "en algún lugar alrededor de un millón de dólares"), Rickly dijo que la cantidad de dinero que actualmente tenía en el banco podría no cubrir las facturas pendientes de la etiqueta, dejando su futuro incierto. 

## Artistas actuales
- Black Coulds
- Cities Aviv
- Creepoid
- No Devotion
- Nothing
- Sick Feeling
- United Nations
- Vanishing Life
- Wax Idols

## Artistas anteriores
- Thursday